# Women's Professional Soccer
La Women's Professional Soccer (WPS) fue la liga de fútbol profesional femenino de los Estados Unidos que empezó a jugarse en 2009 y se disolvió en 2011, dando paso a la National Women's Soccer League. La liga constó de siete equipos en sus dos primeras temporadas y seis en la final. El WPS fue el nivel más alto en la pirámide de fútbol femenino de los Estados Unidos. De alguna manera se le considera la sucesora de la Women's United Soccer Association, aunque esta jugó su última temporada en el 2003, seis años antes de iniciar competencias la WPS.

## Equipos
Última temporada
- Atlanta Beat
- Boston Breakers
- magicJack
- Philadelphia Independence
- Sky Blue FC
- Western New York Flash

### Equipos anteriores
- Los Angeles Sol (2009)
- Saint Louis Athletica (2009–2010)
- Chicago Red Stars (2009-2010)
- FC Gold Pride (2009-2010)
- Washington Freedom (2009-2010) franquicia vendida, cambió por magicJack

## Historia
Antes de que la primera temporada hubiera comenzado, la liga solamente pudo garantizar dos patrocinadores y la inmensa mayoría de los equipos no hicieron mucha propaganda. El primer partido inaugural de la liga ha sido jugado delante de una muchedumbre de más de 14.000 seguidores en el Home Depot Center de Los Ángeles, cuando Los Angeles Sol venció 2-0 a Washington Freedom. La inmensa mayoría de los equipos consideraron la primera temporada como un éxito moderado, a pesar de las pérdidas de dinero. [cita requerida]

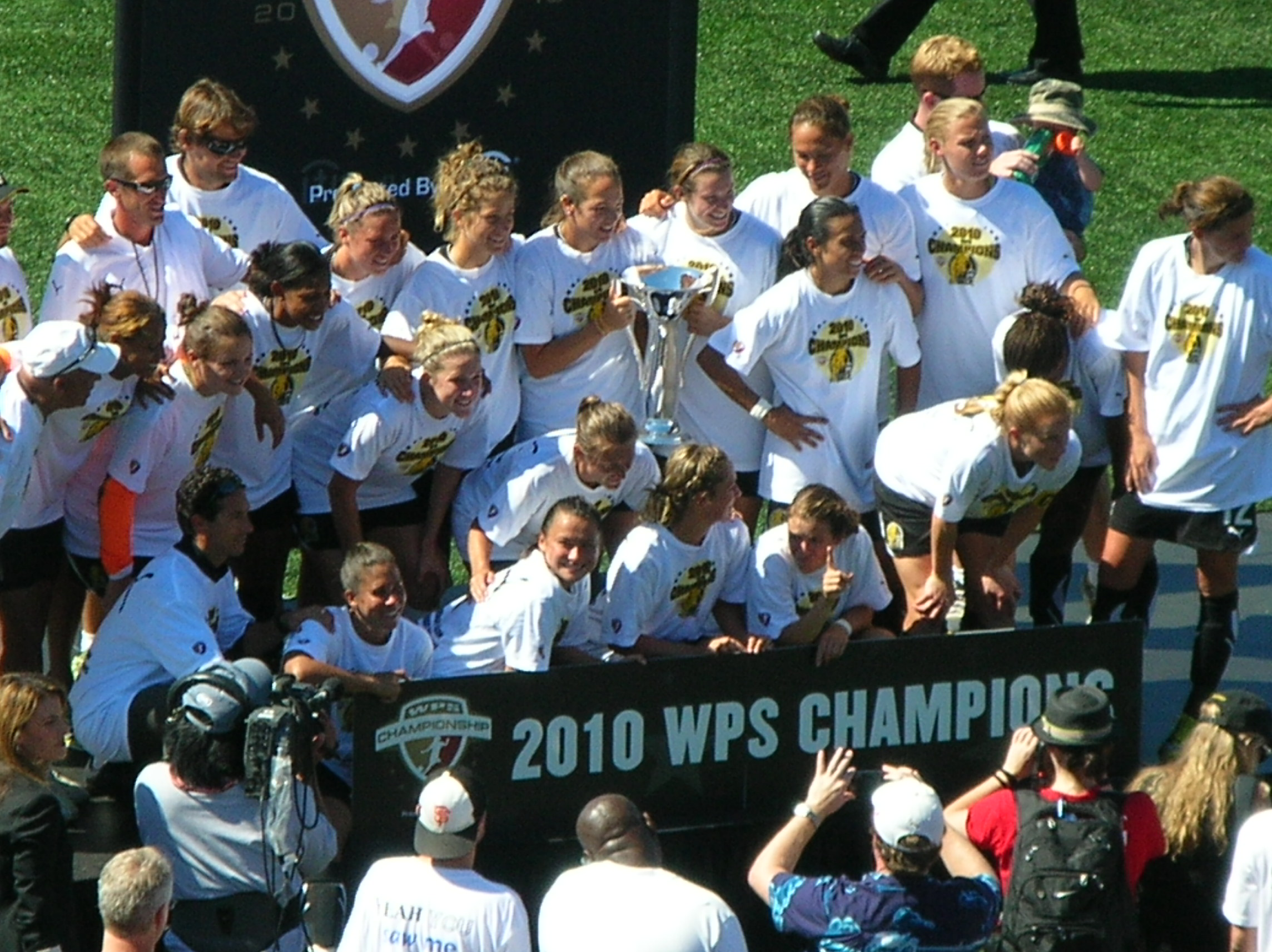
Las campeonas del FC Gold Pride con el trofeo de la liga femenina

Para la segunda temporada, se garantizaron varios patrocinadores. Dos nuevos equipos de se agregaron a la liga, Atlanta Beat y Philadelphia Independence. El número de partidos en la temporada regular aumentó de 20 a 24 partidos. Todo parecía ir bien para esta segunda temporada, pero el 27 de mayo, problemas financieros obligaron a Saint Louis Athletica a cerrar. Las jugadoras del equipo se convirtieron en agentes libres el 1 de junio y fueron reclutadas por otros equipos. Más tarde surgió otro problema, una disminución significativa de los seguidores a los partidos. La segunda temporada, no obstante acabó de manera optimista para el futuro, se planeaba aumentar a 8 la liga.
Durante la temporada 2011 se pensó en reclutar nuevas franquicias, sin embargo no lo lograron y durante la temporada 2012, con un bajo número de participantes, se suspendió el campeonato, para que el 8 de mayo la liga diese por finalizada. Los clubes que participaban fueron incluidos en la Women's Premier Soccer League.
| Año  | Temporada | Temporada | Temporada | Playoffs | Playoffs | Playoffs |
| Año  | Partidos  | Total     | Media     | Partidos | Total    | Media    |
| ---- | --------- | --------- | --------- | -------- | -------- | -------- |
| 2009 | 70        | 327.878   | 4.684     | 3        | 16.499   | 5.500    |
| 2010 | 87        | 313.272   | 3.601     | 3        | 10.282   | 3.427    |
| 2011 | 54        | 190.884   | 3.535     | 3        | 17.946   | 5.982    |

## Historial de campeones
| Temporada | Campeón                | Mejor equipo en la etapa regular |
| --------- | ---------------------- | -------------------------------- |
| 2009      | Sky Blue FC            | Los Angeles Sol                  |
| 2010      | FC Gold Pride          | FC Gold Pride                    |
| 2011      | Western New York Flash | Western New York Flash           |